# Adeonella concinna
Adeonella concinna är en mossdjursart som beskrevs av Hayward 1988. Adeonella concinna ingår i släktet Adeonella och familjen Adeonellidae. Inga underarter finns listade i Catalogue of Life.